# Menosca
Menosca (Menoska) é uma cidade espanhola localizada entre Ernio e rios Oria e urola e outros pontos do atual Gipuzkoa. Atualmente a cidade é reconhecida pelo nome Zarautz.

## História
A cidade de Menosca ocupada pelo Império Romano. Quando um grupo avançado de soldados chegaram ao que hoje é Zarautz, eles encontraram lá sentado à tribo várdula. Na sua implacável expansão, os romanos não tinham cortesia a dominar algumas tribos que se atreviam a enfrentá-los, mas o caso de Menosca era diferente porque várdulos e Romanos compartilharam espaço e tempo por décadas sem muitos problemas de convivência. Embora as relações entre várdulos e romanos serem bons, os romanos tinham sempre planejaram acampamentos militares se tivessem que sair e lutar. 

## Cultura
Devido a convivência com romanos, os várdulos passaram a adotar características como língua. Um exemplo disso é o manuscrito mais antigo da cidade, que possui autor desconhecido e se encontra inteiramente em latim:"ADHUC DIES SHUNT.
E algumas outras características foram até mesmo ressaltadas como a religião. O culto a Relbing foi mantido e perdura até hoje.